# Municipio de San José de Gracia
El Municipio de San José de Gracia es uno de los 11 municipios que integran al estado mexicano de Aguascalientes. Su cabecera municipal es San José de Gracia.

## Símbolos

Bandera municipal de San José de Gracia acompañada con la bandera nacional y la bandera estatal.

Oficialmente el escudo de San José de Gracia es el primer símbolo que adquiere el municipio, este fue creado tres cuarteles sobre un óvalo.
El municipio de San José de Gracia, es la primera alcaldía del estado de Aguascalientes que adopta una bandera municipal de forma oficial como un símbolo más.

## Historia
Sus orígenes se remontan al tiempo de la congregación de indígenas chichimecas que trabajaban en la hacienda de garabato pero al morir su último beneficio fue que pudieron establecerse en las faldas de la Sierra Fría, en un lugar que al paso del tiempo se llamaría "de Martha", esto entre los años 1673 y 1675. En 1928, con motivo de la construcción de la Presa Presidente Calles, quedó suprimida la cabecera municipal, siendo decretada nuevamente en 1934 y confirmada como municipio en 1953.
La pequeña comunidad era conformada por dieciséis familias y subsistían de la caza, la pesca, corte y labrado de madera. Era encabezada por el indio Juan Domínguez. Esta estaba conformada por hombres, mujeres y niños y su manera de vestir era Nahua de manta, cabello largo, usaban como arma de defensa el arco y la flecha, sus viviendas eran de piedra, barro y zacate. Fueron conformando su pequeña sociedad que comúnmente se les llamaba "Jacales".
Dentro de los vestigios históricos más sobresalientes de la historia regional, se encuentran las memorias del nombramiento al antiguo pueblo como "San Joseph" en honor del hijo del rey Fernando VII (Joseph Villaseñor) en 1862.
En la época de Independencia el Cura Miguel Hidalgo y Costilla llegó a esta tierra, dejando una huella imborrable en este pueblo dentro de la Ruta de la Libertad después de haber sido derrotado en el Puente de Calderón, el 19 de enero de 1811. Se refugia en los brazos de este acogedor nicho social por cinco días y posteriormente parte hacia la Hacienda de Pabellón de Hidalgo en dónde se le quita el mando como líder del movimiento Insurgente.
En la vida del pueblo sucedió un acontecimiento que cambió la forma de pensar de los habitantes y que sin duda alguna acrecentó la devoción religiosa en la cristiandad: la llegada del Señor Original, la imagen más querida y adorada por aquellos fieles moradores. Cuenta la leyenda que este Cristo llegó dentro de una caja de madera en una mula, dicho animal después de vagar algunos días por las calles se dirigió hacia la puerta principal del templo, ningún arriero era su dueño, unos hombres al ver al animal fuera de la iglesia metieron la caja al lugar; al destaparla se sorprendieron al ver lo que contenía: una hermosa imagen de Cristo Redentor Crucificado. Repicaron las campanas para reunir al pueblo, lo llevaron en peregrinación, lo aclamaron con cantos, rezos y oraciones, pedían por sus cosechas y la bendición para sus familias. Así creció la fe por el Cristo Original a quien los nativos lo consideran desde entonces el Santo Patrono de San José.
En 1926, iglesia y gobierno vivieron una abierta confrontación: la Guerra Cristera. Fuertes embates de generales contra religiosos sucedieron en la serranía y en las calles de San José, todo esto por la lucha de un reparto justo de sus tierras.
Dentro de este mismo año el gobierno del Presidente Plutarco Elías Calles decide construir la primera obra hidráulica del país, utilizando para ello los terrenos comunales y ejidales. La construcción duró aproximadamente un año, iniciando el 30 de mayo de 1927 y concluyendo el 30 de junio de 1928. Esta gran cortina de concreto conformaría el primer distrito de riego de almacenamiento de agua para la irrigación agrícola del bajío del valle de Aguascalientes.
Pero el cauce de la presa sería tan grande que aquel pueblo tan pequeño en donde la torre del templo se distinguía a lo lejos, sería arrasado por los niveles de agua, llegando a una desaparición absoluta.
Para 1930 el Pueblo Viejo de San José había sido abandonado. Sin embargo, gracias a la decisión de personajes como Antonio Ventura Medina, Rafael González Guerra y Juan García, entre otros, de fundar un nuevo poblado y con la ayuda de ejidatarios que se disputaron la tierra para encontrar un lugar seguro para vivir, el pueblo resurgió como San José de Gracia.
En 2015, la comunidad de San José de Gracia, cabecera del municipio, fue nombrada Pueblo Mágico.

## Geografía

### Municipios adyacentes
- Municipio de Genaro Codina, Zacatecas (norte)
- Municipio de Rincón de Romos (este)
- Municipio de Pabellón de Arteaga (este)
- Municipio de Jesús María (sur)
- Municipio de Calvillo (sur)
- Municipio de Villanueva, Zacatecas (oeste)

### Carreteras principales
- Carretera Estatal 38
- Carretera Estatal 19
- Carretera Estatal 123
- Carretera Estatal 124

### Localización
Está localizado en el noroeste del estado, a unos 57 kilómetros de la capital. Sus coordenadas son 102°25' longitud oeste y 22°09' latitud norte y se encuentra a una elevación de 2050 m s. n. m. Al norte limita con los municipios de Calvillo y Jesús María; al sur con los municipios de Pabellón de Arteaga y el municipio de Rincón de Romos; al oriente y poniente con el estado de Zacatecas. Su superficie es de 2050 kilómetros cuadrados, siendo el 15.39 por ciento del total del territorio hidrocálido.

### Hidrografía
Cruzan al municipio los ríos Blanco y Prieto, aunque su principal recurso y el que le dio su conformación es la Presa Plutarco Elías Calles.

### Orografía
El municipio se encuentra asentado en la Sierra Madre Occidental, concretamente por el macizo de la Sierra Fría.

### Clima
La temperatura media anual es de 16° centígrados,también se puede encontrar el semihúmedo también con el semiseco
.

## Demografía

### Población
| 1980 | 1990 | 2000 | 2010 |
| ---- | ---- | ---- | ---- |
| 5700 | 6740 | 7244 | 8443 |

## Localidades

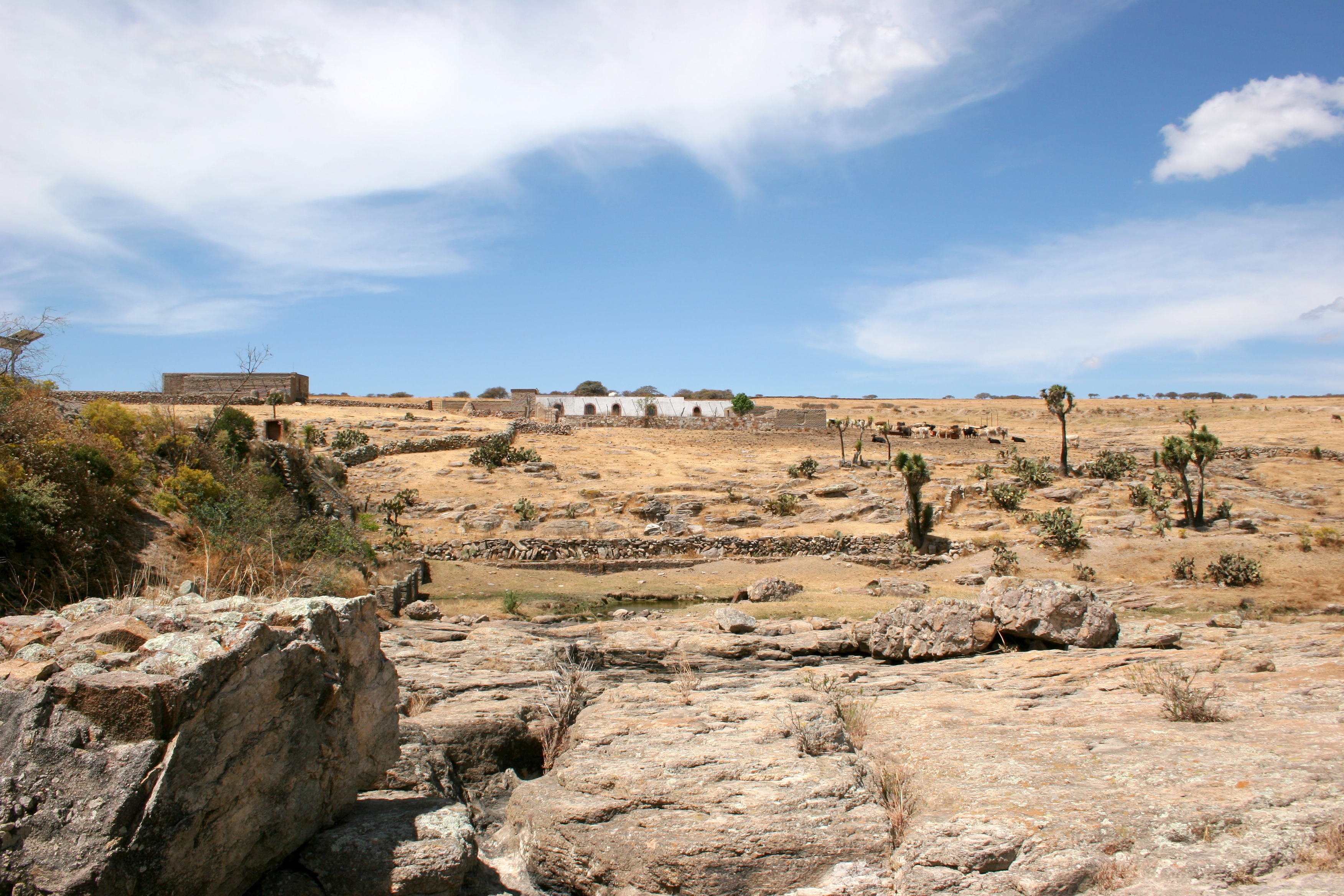
San José de Gracia.

| Código INEGI      | Localidad               | Población (2020) |
| ----------------- | ----------------------- | ---------------- |
| 010080001         | San José de Gracia      | 5 607            |
| 010080018         | Paredes                 | 1 215            |
| 010080023         | San Antonio de los Ríos | 1 136            |
| Otras localidades | Otras localidades       | 1 485            |
| Total municipal   | Total municipal         | 9 443            |

### Ciudades
- San José de Gracia

### Comunidades
- Paredes
- San Antonio de los Ríos
- Rancho Viejo
- Potrero de los López
- El Tecongo
- La Congoja
- Tortugas
- Amarillas
- Santa Elena de la Cruz
- Boca de Túnel
- Túnel de Potrerillos
- Potrerillos

## Patrimonio

### El Cristo Roto

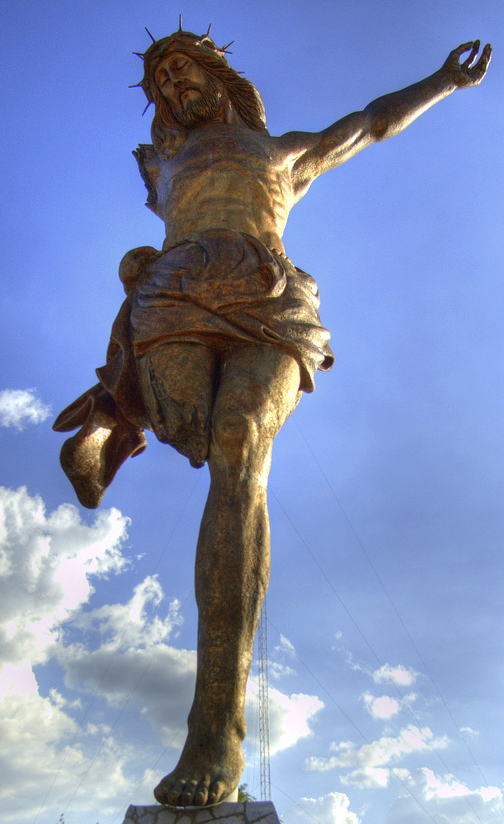
El cristo roto.

Proyecto turístico religioso que surge con la necesidad de ofrecer a los turistas y habitantes un espacio. Este lugar es parte importante de las costumbres y tradiciones religiosas de Semana Santa en San José de Gracia, festividad que lo ha identificado por varias generaciones.
El Cristo Roto de la Isla, mide 25 metros y está montado en una base de 3 metros de concreto premezclado y acero reforzado dando un total de 28 metros de altura, edificado en el corazón de la Presa Calles. Esta presa sumergió al pueblo viejo, situación que sus antiguos pobladores tuvieron que enfrentar con el éxodo ante la catástrofe de la que fue objeto la población.

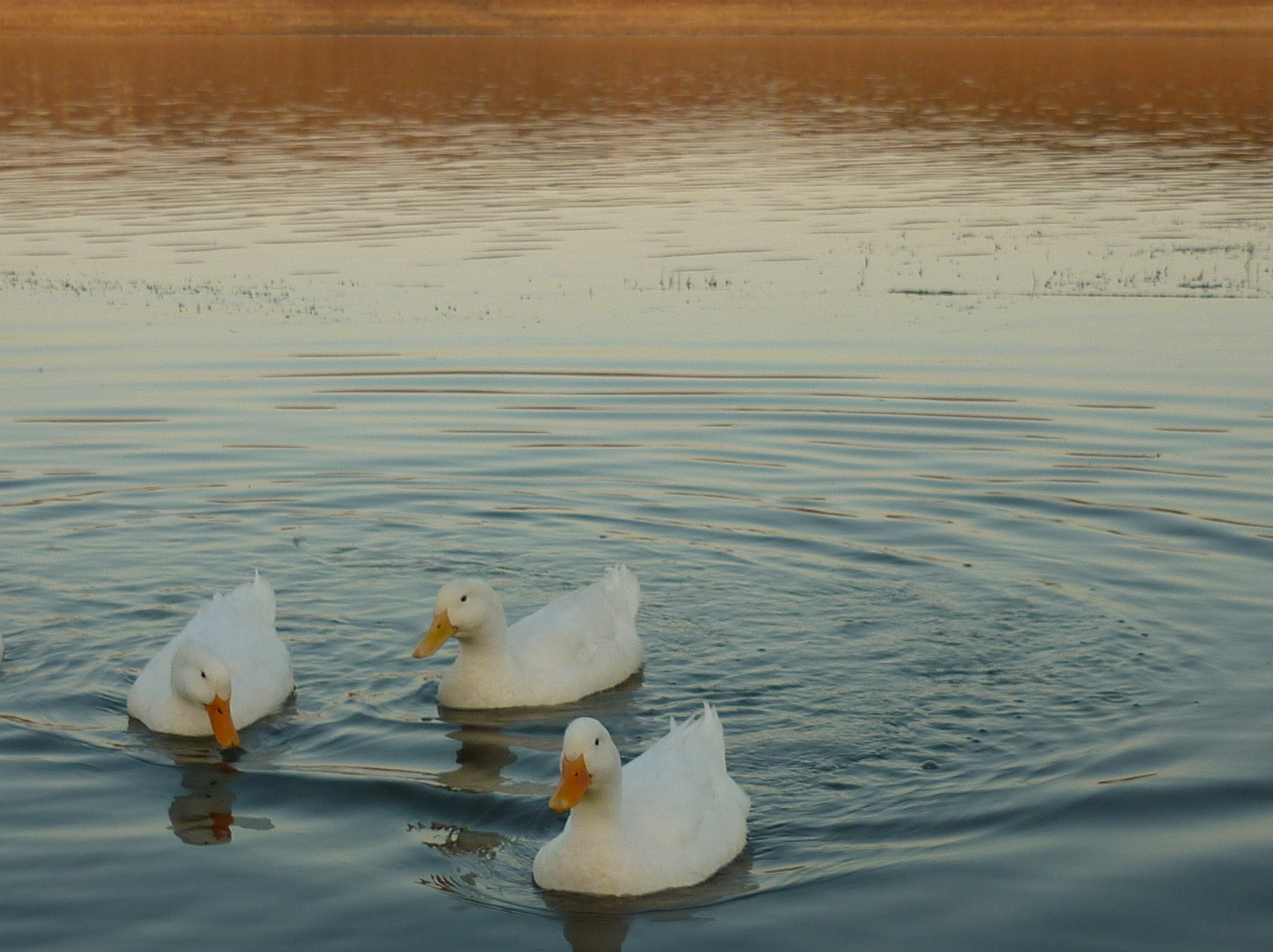
Presa en Aguascalientes, México

## Política

### Presidentes municipales
| Presidente municipal | Presidente municipal                                     | Periodo     | Partido | Elección |
| -------------------- | -------------------------------------------------------- | ----------- | ------- | -------- |
|                      | Antonio Ventura Medina                                   | 1954 – 1956 |         | 1953     |
|                      | José Jesús Santos Núñez                                  | 1957 – 1959 |         | 1956     |
|                      | Antonio Rodríguez García                                 | 1960 – 1962 |         | 1959     |
|                      | Isidro Ávila González                                    | 1963 – 1965 |         | 1962     |
|                      | José Cleofas Santos Calzada                              | 1966 – 1968 |         | 1965     |
|                      | José Jesús Santos Núñez                                  | 1969 – 1971 |         | 1968     |
|                      | Alfredo Medina Ventura                                   | 1972 – 1974 |         | 1971     |
|                      | José Alvarado González                                   | 1975 – 1977 |         | 1974     |
|                      | Antonio Ventura Medina                                   | 1978 – 1980 |         | 1977     |
|                      | Alfredo Quiroz Hernández                                 | 1981 – 1983 |         | 1980     |
|                      | José Cleofas Santos Calzada                              | 1984 – 1986 |         | 1983     |
|                      | Pedro Pablo Rodríguez García                             | 1987 – 1989 |         | 1986     |
|                      | Vicente Ventura Trinidad                                 | 1990 – 1992 |         | 1989     |
|                      | Miguel Rodríguez Ventura                                 | 1993 – 1995 |         | 1992     |
|                      | José Jesús González Quiroz                               | 1996 – 1998 |         | 1995     |
|                      | Raúl González Reyes                                      | 1999 – 2001 |         | 1998     |
|                      | Fidel Martínez Reyes                                     | 2002 – 2004 |         | 2001     |
|                      | Pedro Armendariz García                                  | 2005 – 2007 |         | 2004     |
|                      | Armando Rodríguez Domínguez                              | 2008 – 2010 |         | 2007     |
|                      | Juan Antonio Hernández Valdivia                          | 2011 – 2013 |         | 2010     |
|                      | Antonio Alberto Martínez Rodríguez                       | 2014 – 2016 |         | 2013     |
|                      | María Cristina López González                            | 2017 – 2019 |         | 2016     |
| 2019 – 2021          | María Cristina López González                            | 2019        |         |          |
|                      | Armando Rodríguez Domínguez + Luis Manuel Reyes González | 2021 – 2024 |         | 2021     |

## Ciudades hermanadas
La ciudad de San Jose de Gracia está hermanada con:
- Sevilla, España (2011)[3]